# ستيفن هال (لاعب اتحاد الرغبي)
ستيفن هال (بالإنجليزية: Steven Hall)‏ هو لاعب اتحاد الرغبي جنوب أفريقي، ولد في 17 سبتمبر 1972 في جوهانسبرغ في جنوب أفريقيا.

## وصلات خارجية
- ستيفن هال عل موقع إسبنسكروم (الإنجليزية)
- ستيفن هال على موقع ItsRugby.co.uk (الإنجليزية)